# Salto Ángel
Der Salto Ángel (nach dem Wiederentdecker Jimmie Angel) ist ein Wasserfall im Südosten Venezuelas. Er ist mit 807 m Fallhöhe einer der höchsten freifallenden Wasserfälle der Erde. In der Sprache der indigenen Pemón heißt er Kerepakupai Vena, was etwa Ort des tiefsten Sprunges bedeutet.

## Geographie
Der zur Gran Sabana gehörende Wasserfall ist Teil des Nationalparks Canaima.
Er liegt im westlichen Teil des Municipio Gran Sabana, in der Parroquia Ikabarú.
Sein Wasser bildet einen Zufluss des Río Churún, der in den Río Carrao mündet. Es stürzt von einem Vorsprung des Auyan-Tepui, eines Tafelbergs mit 700 km² Fläche, in die Tiefe. Auf halbem Weg zerstäubt das Wasser insbesondere in der Trockenzeit zu einer Wolke aus kleinen Wassertröpfchen; diese sammeln sich am Fuß der Felswand zu einem reißenden Fluss. Kurz darauf stürzt das Wasser abermals 200 m in die Tiefe. Gespeist wird der Wasserfall durch oft heftige Gewitter-Regengüsse, die auf dem großen Plateau des Tafelberges niedergehen. Aus Felslöchern 40 m unterhalb der Abbruchkante stürzt das Wasser in die Tiefe.

## Entdeckung durch Nicht-Indigene
Obwohl der Venezolaner Ernesto Sánchez la Cruz den Wasserfall bereits im Jahre 1910 vermutlich als erster Nicht-Indigener entdeckte, wurde er erst 1933 nach der Wiederentdeckung durch den US-amerikanischen Buschpiloten Jimmie Angel bekannt (daher auch der Name Angel Falls).
Im Jahr 1923 wurde Jimmie Angel in Panama von einem angeblichen Bergbauingenieur überredet, ihn für 5000 Dollar auf einen bestimmten Berg im venezolanischen Regenwald zu fliegen. Es gelang ihm tatsächlich, mit einem Flugzeug auf dem zerklüfteten Hochplateau eines Berges zu landen. Die beiden Männer schürften innerhalb weniger Tage eine große Menge Gold aus einem Fluss. Nur im Sturzflug über die Steilkante konnte er das Flugzeug wieder abheben lassen. Fortan auf der Suche nach Gold, entdeckte Jimmie Angel, als er am 16. November 1933 den Canyon des Río Churún entlang flog, den gewaltigen Wasserfall. Als er zwei Jahre später mit seiner Frau und einem Wissenschaftler eine Landung auf dem Hochplateau wagte, ging seine Maschine zu Bruch. Heute ist dieses Flugzeug in Ciudad Bolívar (Venezuela) vor dem Flughafen ausgestellt. Erst nach elf Tagen gelang der Gruppe über eine Steilstufe, die heute Second Wall genannt wird, der Abstieg in den Urwald. Im Roman Ikarus von Alberto Vázquez-Figueroa wird die Geschichte von Jimmie Angel, der Suche nach Gold und Diamanten und der Entdeckung des Wasserfalles eingehend beschrieben.
Die US-amerikanische Fotoreporterin Ruth McCall Robertson (1905–1998) erreichte am 12. Mai 1949, nach einer von ihr initiierten Überlandexpedition, als Erste den Fuß des Wasserfalls und vermaß ihn.

## Tourismus

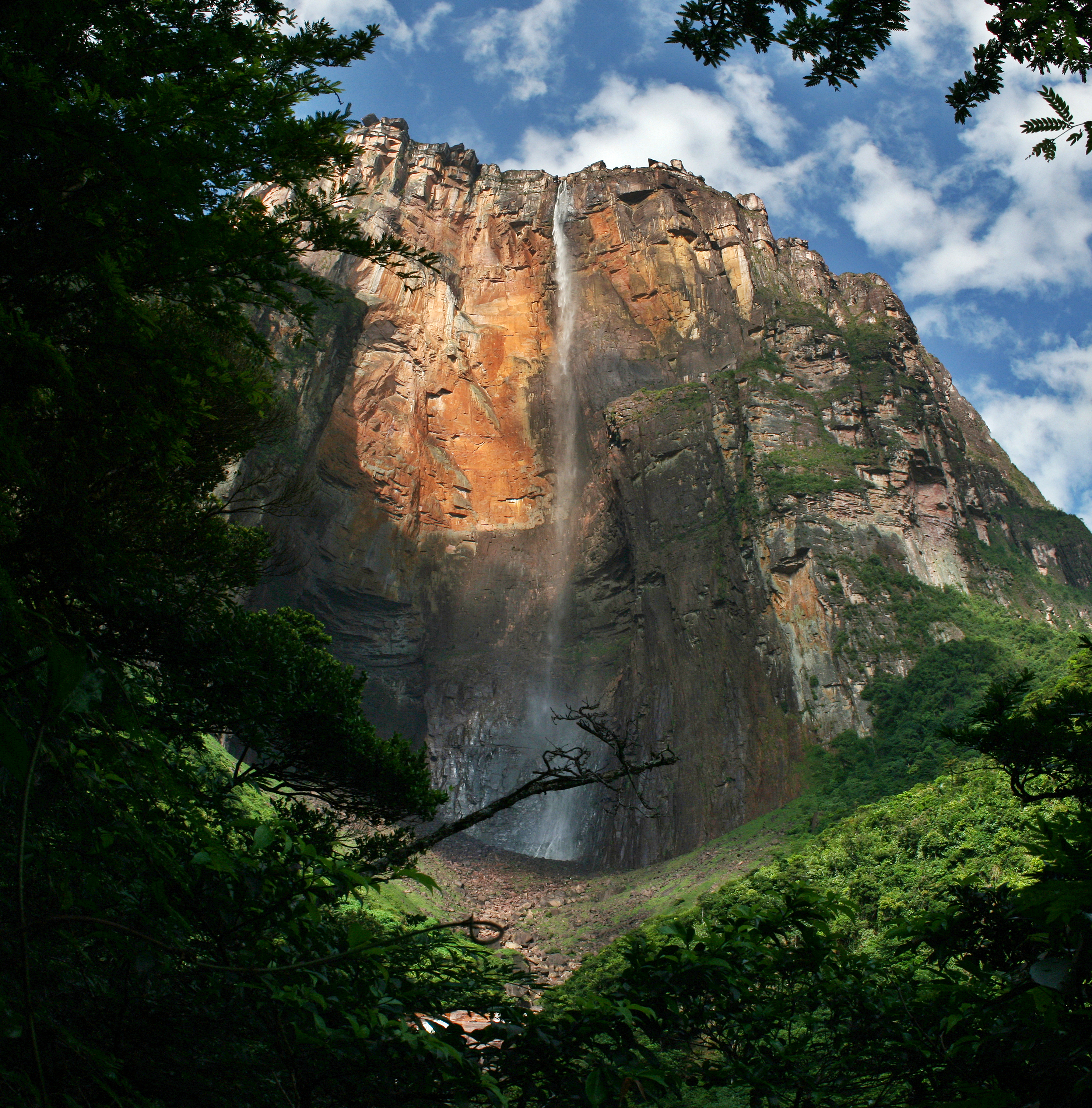
Salto Angel in der Trockenzeit

Obwohl der Salto Angel nur durch eine mindestens eintägige Bootstour von Canaima aus erreichbar ist, hat er sich zu einer der größten Touristenattraktionen Venezuelas entwickelt. Da sich der Wasserfall mitten im venezolanischen Urwald befindet, sind Besucher allerdings auch heute noch auf das Flugzeug angewiesen, um die Lagune von Canaima zu erreichen. Während der Trockenzeit ist der Wasserfall weniger imposant und wegen des niedrigen Wasserstandes auf dem Rio Churún, einem Seitenarm des Rio Carrao, nur bedingt per Einbaum zu erreichen. Dafür ist die Wahrscheinlichkeit, einen von Wolken ungetrübten Blick auf den Berg und Wasserfall genießen zu können, wesentlich größer.

## Geplante Umbenennung
Der damalige Präsident Venezuelas, Hugo Chávez, hat sich am 21. Dezember 2009 dafür entschieden, dem Salto Ángel wieder seinen ursprünglichen Namen, Kerepakupai Vena, zurückzugeben.

„Wie könnten wir die Idee anerkennen, dass der Wasserfall von einem Jungen entdeckt wurde, der aus den USA angeflogen kam? Wenn wir das machen, dann tun wir ja so, als hätte dort niemand gelebt. Niemand sollte mehr von Salto Angel sprechen. Das ist unser Wasserfall und es gab ihn, bevor Angel jemals drüberflog.“

Hierzu erklärte Carlos Dávila von der Tourismusabteilung der Venezolanischen Botschaft in Berlin tags darauf:

„Schon lange bevor der US-Pilot Jimmy Angel den Wasserfall 1937 entdeckte, lebten in der Region Indianer. Die hatten einen eigenen Namen für den Wasserfall, der aber fast verlorenging. Alle nennen ihn heute nach dem Amerikaner Angel. Man muss wissen, dass der Wasserfall und die Tafelberge für die Pemon-Indianer heilig sind. Es könnte also ein Zeichen des Respekts sein, ihm den ursprünglichen Namen zurückzugeben. Bisher ist es nur ein Vorschlag, nichts ist offiziell.“

## Trivia
- 1990 verunglückte der Base Jumper Jean-Marc Boivin bei einem Sprung von den Angel Falls.
- 1998 sprang der frühere deutsche Kunstturn-Weltmeister Eberhard Gienger mit dem Fallschirm von den Angel Falls.
- Im Dokumentarfilm Unsere Erde (2007) wird der Wasserfall imposant in Szene gesetzt.
- Ohne namentlich genannt zu werden, spielt der Wasserfall eine wichtige Rolle in dem Animationsfilm Oben (2009). Im Film wird er „Paradiesfall“ genannt; die Form ist aber so charakteristisch wiedergegeben, dass er eindeutig erkennbar ist.
- Im Film Point Break (2015) sind die Erkletterung ohne Hilfsmittel und der anschließende Sprung vom Plateau in das Tosbecken in der Tiefe die letzten beiden und höchsten der acht Prüfungen der Protagonisten.